# بیک‌برخن
بیک‌برخن (به هلندی: Beekbergen) یک منطقهٔ مسکونی در هلند است که در آپلدورن واقع شده‌است. بیک‌برخن ۲۵٫۲ کیلومتر مربع مساحت و ۴٬۵۴۶ نفر جمعیت دارد و ۲۵ متر بالاتر از سطح دریا واقع شده‌است.

## نگارخانه

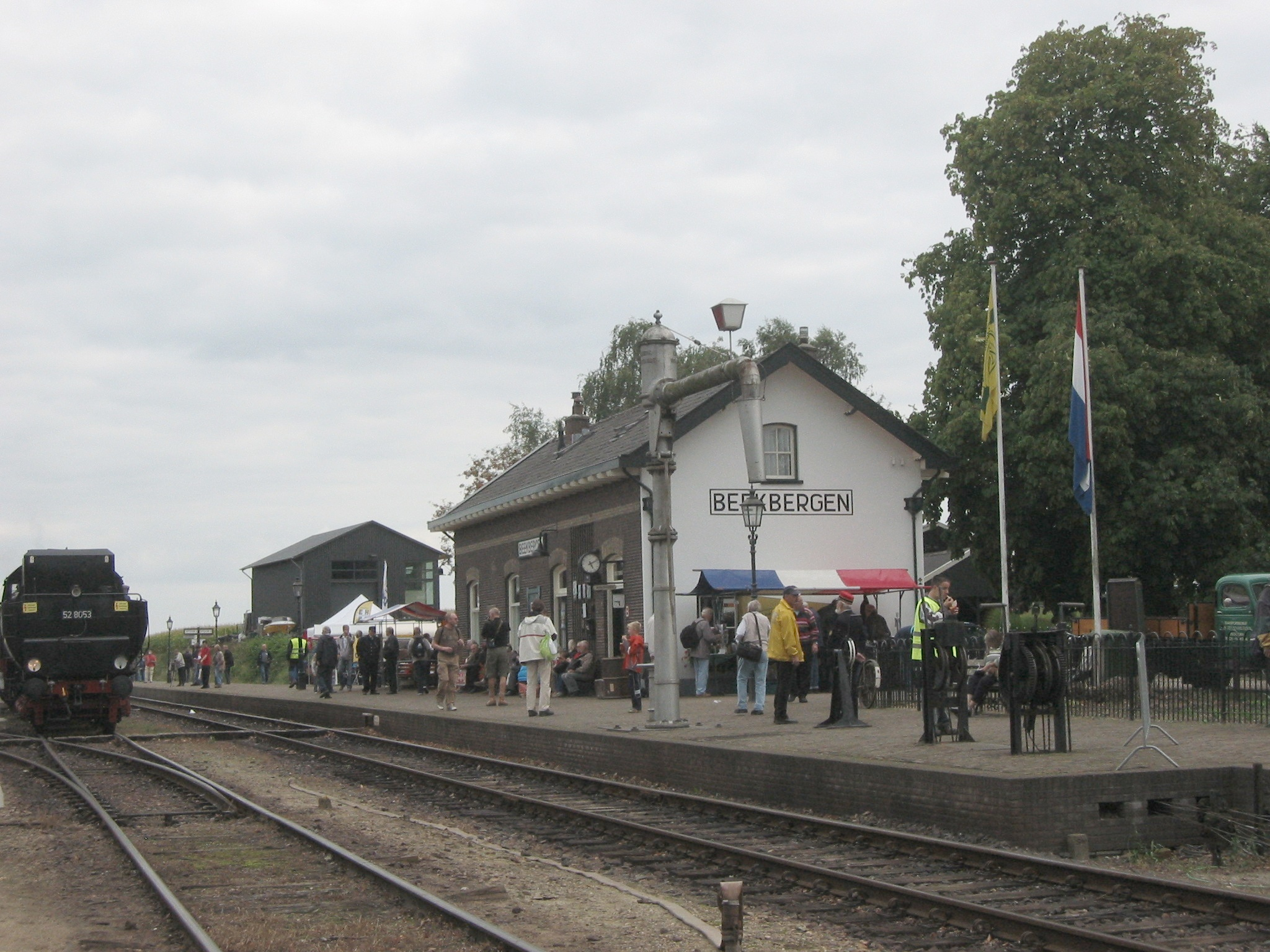
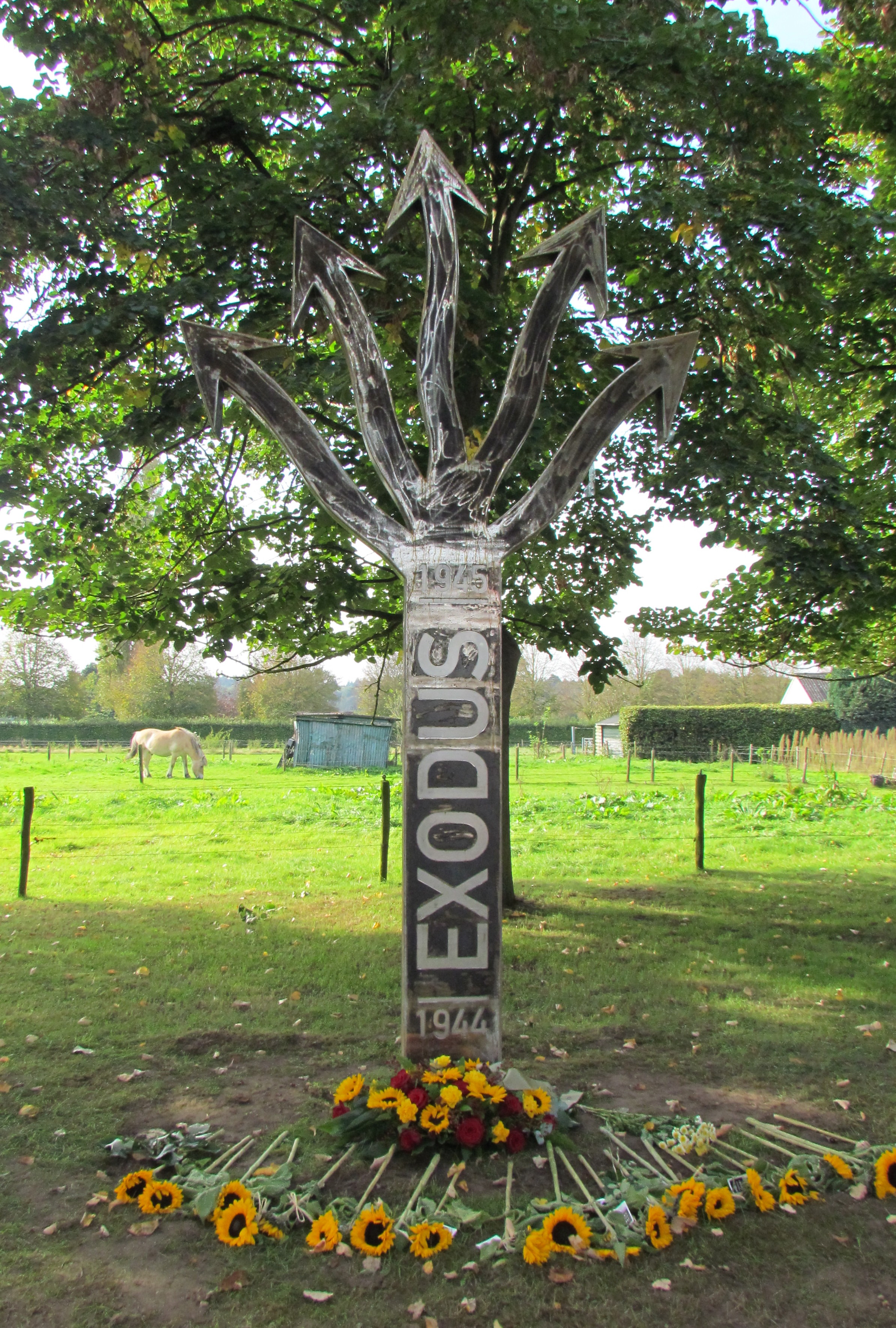